# Les Enfants Sauvages
Les Enfants Sauvages es un libro de tapa dura en edición limitada, 60 páginas de fotos que relatan el viaje de la banda durante los últimos dos años, desde el lanzamiento de su aclamado debut en Roadrunner "L'Enfant Sauvage". De acuerdo con un comunicado de prensa oficial: "Las imágenes fueron tomadas alrededor del mundo, abarca más de 150 espectáculos en tres continentes, y fueron seleccionadas por Joe y Mario Duplantier". El paquete también incluye un CD/DVD en directo capturado el pasado año en el mítico Brixton Academy de Londres. La edición completa incluye una camiseta exclusiva.

## Recepción de la crítica
El caos de la lista de canciones se ve reforzado con cuatro selecciones de L'Enfant Sauvage ("Explosia", "The Axe", "The Gift of Guilt" y L'Enfant Sauvage) con tres cortes de From Mars to Sirius, los cuales son "Backbone", "Flying Whales" y "The Heaviest Matter of the Universe". "Toxic Garbage Island" y "Oroborus" se registran en The Way of All Flesh al igual que "Wisdom Comes" del álbum The Link.
Lo que se presenta aquí es lo suficientemente feroz como para saciar a cualquier fan de Gojira. Bien filmado con catorce cámaras y adornado con un audio nítido, demuestran una vez más su tenacidad y precisión en el escenario. "The Heaviest Matter of the Universe" y "Toxic Garbage Island" deberían activarse automáticamente desde cualquier estación de visualización o escucha, mientras que el opresivo análisis de Mario en "L'Enfant Sauvage" es suficiente para desalojar las imágenes enmarcadas de las paredes.
Uno de los aspectos más destacados llega después de destrozar la Brixton Academy con el maníaco grindfest de "Wisdom Comes" cuando los hermanos Duplantier intercambian sus instrumentos para una rápida sesión de improvisación. Mario profundiza algunos punteos de guitarra sinuosos y es igualmente espantoso en el micrófono como Joe. Es posible que este último no tenga toda la perspicacia para tocar la batería, pero todo es un montón de diversión como preludio de "Oroborus" más serio, y atrae a la multitud de Brixton.
Se han ganado rápidamente una sólida reputación como una de las bandas de metal más feroces e inteligentes del planeta. Replicando la portada de "L'Enfant Sauvage" en el escenario, la banda teje pesadez cerebral frente a esquemas de iluminación cambiantes y proyecciones de películas sobre su fondo intelectual. Son maestros de su tiempo establecido, avanzando con eficacia especializada, incluso con el vibrante solo de batería de Mario. Hay espacio para que Joe extienda "The Axe" y abra "The Gift of Guilt" con tiempo de introducción extracurricular para garantizar una hora completa de energía. Brillante como siempre.
DVD
| N.º | Título                                | Duración |  |
| 1.  | «Intro»                               |          |  |
| 2.  | «Explosia»                            |          |  |
| 3.  | «Flying Whales»                       |          |  |
| 4.  | «Backbone»                            |          |  |
| 5.  | «The Heaviest Matter of the Universe» |          |  |
| 6.  | «L’Enfant Sauvage»                    |          |  |
| 7.  | «Toxic Garbage Island»                |          |  |
| 8.  | «Wisdom Comes»                        |          |  |
| 9.  | «Jam»                                 |          |  |
| 10. | «Oroborus»                            |          |  |
| 11. | «Drum Solo»                           |          |  |
| 12. | «The Axe»                             |          |  |
| 13. | «The Gift of Guilt»                   |          |  |

CD
| N.º | Título                                | Duración |  |
| 1.  | «Intro»                               | 1:25     |  |
| 2.  | «Explosia»                            | 5:13     |  |
| 3.  | «Flying Whales»                       | 5:23     |  |
| 4.  | «Backbone»                            | 5:18     |  |
| 5.  | «The Heaviest Matter of the Universe» | 4:44     |  |
| 6.  | «L'Enfant Sauvage»                    | 3:38     |  |
| 7.  | «Toxic Garbage Island»                | 4:43     |  |
| 8.  | «Wisdom Comes»                        | 2:53     |  |
| 9.  | «Jam»                                 | 2:07     |  |
| 10. | «Oroborus»                            | 4:37     |  |
| 11. | «Drum Solo»                           | 3:15     |  |
| 12. | «The Axe»                             | 7:19     |  |
| 13. | «The Gift of Guilt»                   | 6:11     |  |

## Personal
- Joe Duplantier – voz, guitarra
- Christian Andreu – guitarra
- Jean-Michel Labadie – bajo
- Mario Duplantier – batería